# Liste der Ramsar-Gebiete in Botswana
Das Ramsar-Gebiet in Botswana ist nach der 1971 beschlossenen Ramsar-Konvention eine besondere Schutzzone für natürliche Feuchtgebiete auf dem Territorium des Landes. Es besitzt gemäß dem Anliegen dieses völkerrechtlichen Vertrags hohe Bedeutung und dient insbesondere dem Erhalt der Lebensräume von Wasser- und Watvögeln. In Botswana sind diese Bestimmungen mit Wirkung vom 9. April 1997 in Kraft getreten.
In Botswana existiert ein Ramsar-Gebiet mit einer Fläche von 5.537.400 Hektar (Stand 2021).

## Liste der Ramsar-Gebiete von Botswana
Quelle:
| \| Okavango Delta System \| |
| Okavango Delta System       |

| Okavango Delta System |